# الحياة على تيتان

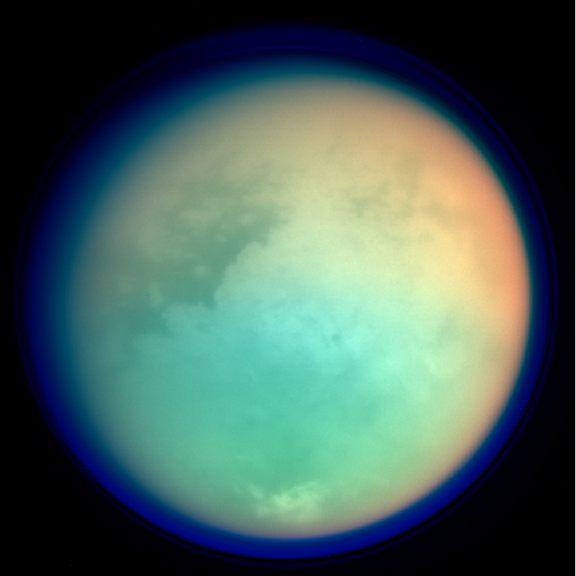
تيتان

تيتان (من اليونانية: Τῑτάν) Titan)) (أو زحل 6) هو القمر الخامس عشر لكوكب زحل وهو أكبر أقماره التابعة المعروفة. يوصف القمر تيتان أيضاً بأنه القمر الوحيد المعروف بين أقمار النظام الشمسي الذي يمتلك غلافاً جويا كثيفا والجسم الوحيد، عدا كوكب الأرض، الذي اكتُشِف فيه دليل قاطع على وجود أجسام ثابتة وسط سطح سائل. يعتبر تيتان القمر البيضاوي السادس لكوكب زحل ويوصف غالباً بالقمر-شبيه الكوكب. يمتلك هذا القمر قطراً أكبر ب50% تقريباً من قطر قمر كوكب الأرض و80% أكبر حجماً وهو القمر الثاني من حيث الحجم في النظام الشمسي بعد قمر كوكب المشتري جانيميد وهو أيضاً، أكبر من حيث الحجم من أصغر كوكب في النظام الشمسي «كوكب عطارد» على الرغم من كونه يمثل فقط نصف كتلة عطارد. كان هذا القمر الأول من بين أقمار زحل الأخرى ليتم اكتشافه، وكان المكتشف هو عالم الفلك الهولندي كريستيان هيجنز ويعد أيضاً القمر الخامس الذي تم اكتشافه في المجموعة الشمسية.

ما إذا كان هناك حياة على تيتان، في الوقت الحاضر مسألة مفتوحة وموضوع للتقييم العلمي والبحوث. تيتان الآن أكثر برودة من الأرض، وسطحه يفتقر إلى الماء السائل؛ هذه العوامل جعلت بعض العلماء يرجّحون عدم إمكانية وجود حياة على قمر تيتان. من ناحية أخرى، فالغلاف الجوي السميك نشط كيميائيا وغني بمركبات الكربون. على السطح هناك غاز الميثان والإيثان; بعض العلماء تكهن بأن هذه السوائل قد تأخذ مكان الماء في خلايا الحية تختلف عن تلك الموجودة على الأرض.

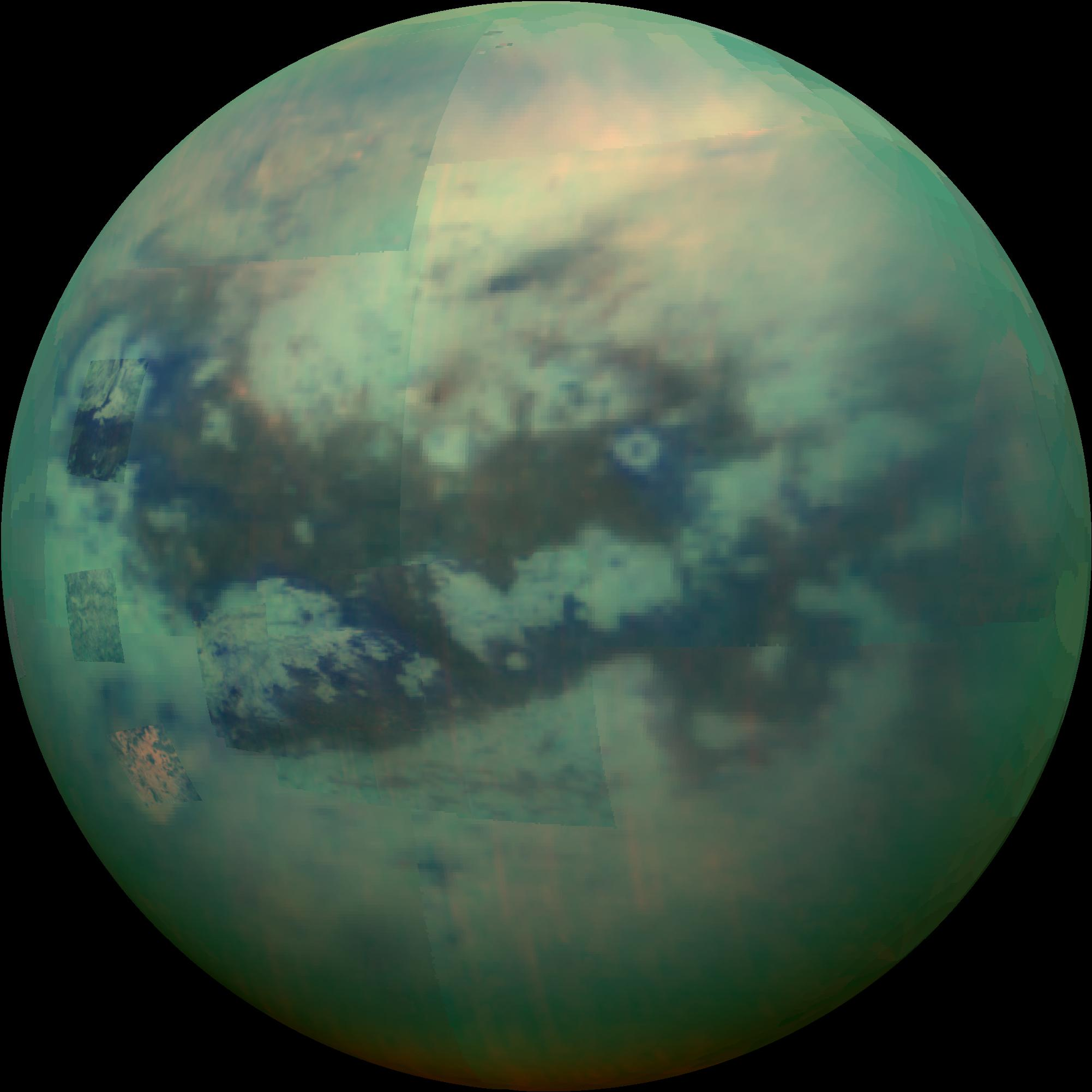
Titan - عرض الأشعة تحت الحمراء
(13 نوفمبر 2015).

## غياب الماء السائل
عدم وجود مياه سائلة على سطح تيتان كان حجة علماء وكالة ناسا ضد الحياة هناك. يرى البعض أن الماء مهم ليس فقط كمذيب، ولكن أيضا بسبب خواصه الكيميائية «الفريدة المناسبة لتعزيز التنظيم الذاتي من المواد العضوية».
البيانات التي نشرت في عام 2012 تم الحصول عليها من مركبة ناسا الفضائية كاسيني، والتي أدت إلى تعزيز الأدلة التي تشير إلى أن تيتان من المرجح أن يحوي طبقة من الماء السائل تحت الجليد. إذا كان الأمر كذلك، فمن المحتمل أن الحياة قد تكون موجودة في المحيطات تحت السطح تتكون من الماء والنشادر.

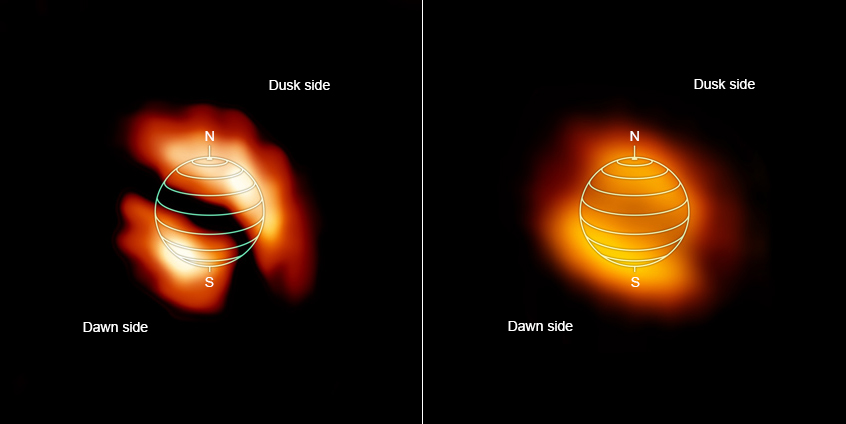
الغازات العضوية في الغلاف الجوي لتيتان.

## فرضيات

### الهيدروكربونات كمذيبات

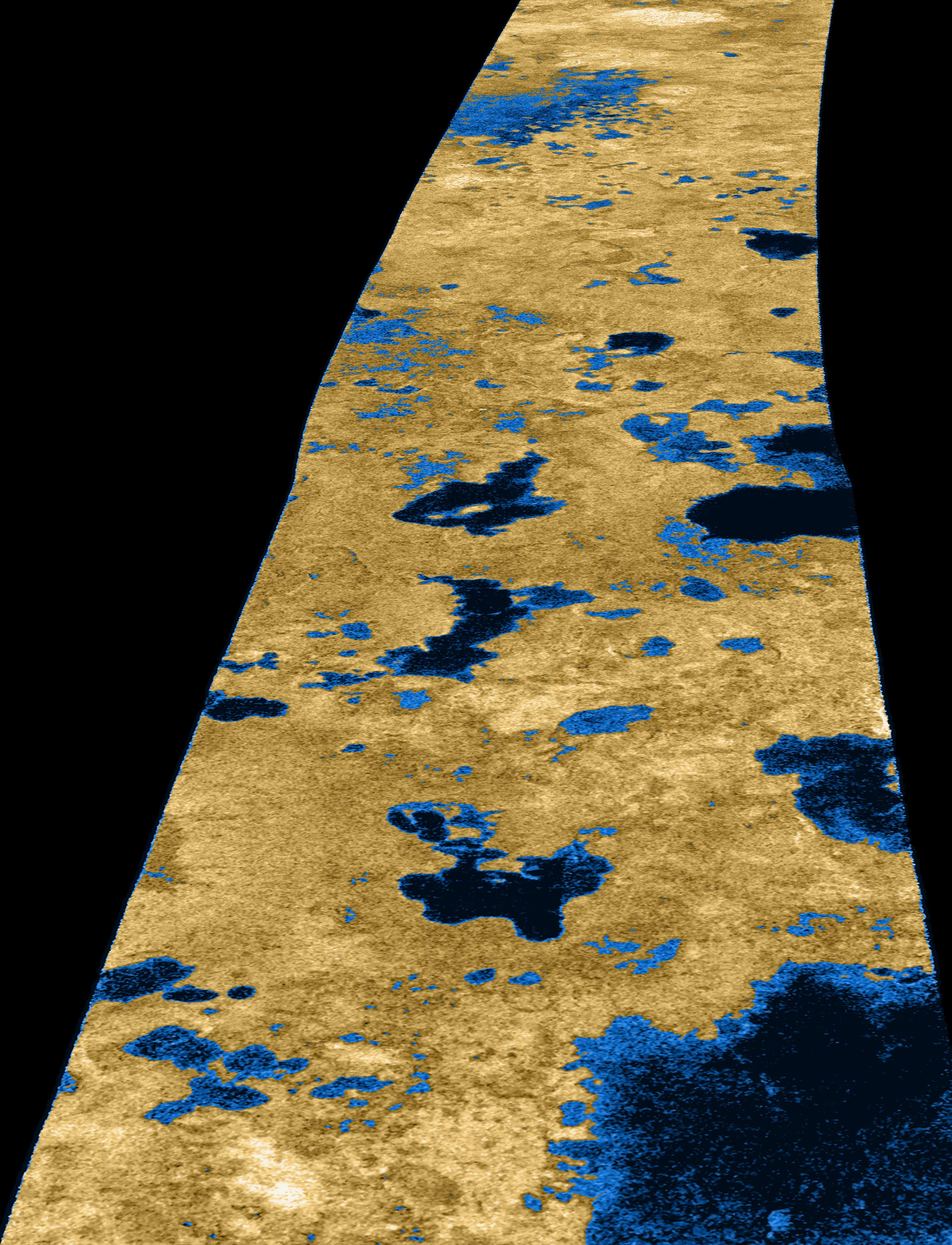
الهيدروكربونية البحيرات على تيتان (كاسيني الرادار صورة من 2006

على الرغم من أن جميع الكائنات الحية على الأرض تستخدم الماء السائل كمذيب، فمن المتصور أن الأحياء على تيتان ربما تستخدم الهيدروكربونات السائلة، مثل غاز الميثان أو الإيثان. 

### أغشية الخلايا
هناك فرضية بخلق غشاء خلية قادرة على الأداء والوظيفة في غاز الميثان السائل في شباط / فبراير 2015. المواد الكيميائية المقترحة كانت الأكريلونتريل، والتي تم الكشف عنها على تيتان. 